# بوسنيس
بوسنيس (بالفرنسية: Busnes)‏ هي بلدية تقع في إقليم باد كاليه من منطقة نور با دو كاليه في شمال فرنسا. تبلغ مساحة هذه المدينة 9.55 (كم²)، وترتفع عن سطح البحر 19 م، يبلغ عدد سكانها 1255 نسمة حسب إحصاء المعهد الوطني للإحصاء والدراسات الاقتصادية سنة 2009 م. وترأس Francis Ternoy البلدية خلال فترة (2008-2014).